# Wendell M. Stanley
Wendell Meredith Stanley (Ridgeville, Indiana, 1904. augusztus 16. – Salamanca, 1971. június 15.) amerikai vegyész, virológus. 1946-ban James B. Sumnerrel és John Northroppal megosztva elnyerte a kémiai Nobel-díjat, mert felfedezte a vírusok kristályosíthatóságát.

## Tanulmányai
Wendell Stanley 1904. augusztus 16-án született az indianai kisvárosban, Ridgeville-ben, James G. Stanley és Claire Plessinger Stanley gyermekeként. Szülei szerkesztették és adták ki a helyi újságot és Wendell gyermekkorában segített nekik a hírek gyűjtésében, a szedésben és az újság terjesztésében. Szülővárosában járt elemi iskolába, a középiskolát az indianai Richmondban fejezte be és itt is tanult tovább az Earlham College-ben. Fő tárgyai a kémia és matematika voltak, emellett amerikai futballt is játszott a főiskola csapatában, amelyet kapitányként sikerült győzelemre vezetnie. A főiskolát 1926-ban fejezte be, ezután az Illinois-i Egyetemen akart futballedzőnek tanulni, de Roger Adams kémiaprofesszor hatására végül a szerves kémiát választotta. Adams mellett a bifenilek sztereokémiáját és a lepra kórokozója ellen hatásos szereket kutatta. 1927-ben megkapta mesterfokozatát, 1929-ben pedig PhD-ját. 

## Pályafutása
1930-tól az Illinois-i Egyetemen dolgozott tanársegédként, majd elnyert egy ösztöndíjat és 1930-31-ben Münchenben a Nobel-díjas Heinrich Wieland laboratóriumában kutatta az élesztő szteroljait. Miután visszatért hazájába, a gazdasági válság sújtotta Egyesült Államokban a New York-i Rockefeller Intézetben talált munkát, ahol W. Osterhoutnak segített a sejtmembránon áthaladó iontranszport tanulmányozásában. 1932-ben átment a New Jersey állambeli Princetonba, az intézet újonnan alapított növénypatológiai részlegéhez, amely ekkor a dohánymozaik-vírus kutatására összpontosított. Miután munkatársainak sikerült ólom-acetáttal csapadékba vinnie a vírust, Stanley úgy gondolta, hogy a fertőző ágens egy fehérje lehet és sorra tesztelte rajta a különböző vegyszereket, több mint százat. Megállapította, hogy a vírus elveszti fertőzőképességét, ha fehérjeemésztő enzimmel vagy fehérjekicsapó vegyszerrel kezelik vagy ha extrém pH-jú környezetbe kerül. Eredményei alapján kidolgozta a vírus tisztításának új módszerét, ami még nem járt az infektivitás elvesztésével, viszont végeredményül kis tűszerű kristályokat kapott. A többszöri átkristályosítás sem befolyásolta a fertőzőképességet vagy a vírusellenes immunológiai reakciókat.
Stanley az akkor felfedezett tripszinogén-tripszin átalakulás hatására úgy vélte, hogy a dohánymozaik-vírus egy igen nagy fehérje lehet, amely alapesetben inaktív, majd "autokatalitikus" módon átalakítja magát egy aktív, betegségelőidéző formába (ezeket a nézeteit csak később, részben a 40-es évek végén, teljesen pedig a 60-as években cáfolták meg a molekuláris biológia eredményei). Úgy vélte, hogy a vírusok nem lehetnek élőlények és nézetei a 30-as évek második felében vitát váltottak ki a tudományos körökben az élet mibenlétéről.
Stanley kristályainak röntgendiffrakciós vizsgálata megmutatta, hogy nem valódi kristályok, hanem azonos méretű, apró, merev pálcikák összetapadt halmaza, amelyek folyadékkristályszerűen viselkedtek. Az is kiderült, hogy a kristályok 5%-nyi RNS-t tartalmaztak, amit Stanley akkor csak elhanyagolható szennyeződésnek tekintett.  

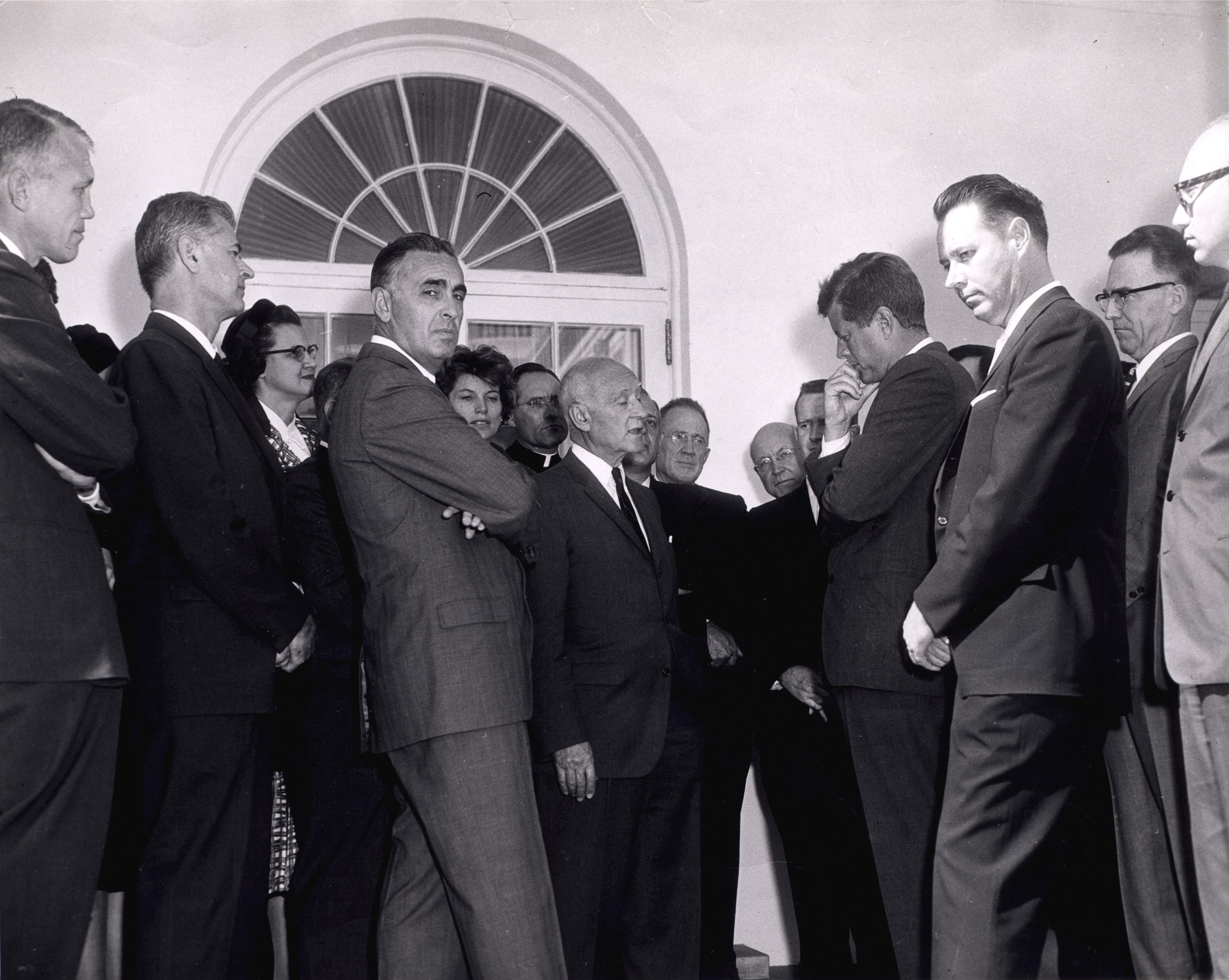
Wendell Stanley (középen leghátul) a Fehér Házban, John F. Kennedy elnökkel

Miután az USA belépett a második világháborúba, Stanley felhagyott a dohánymozaik-vírus kutatásával és a hadsereg számára influenzavakcina kidolgozásába fogott. Tagja lett az influenzakutató bizottságnak és konzultációival segítette a hadügyminisztériumot.
1947-ben a Rockefeller Intézet bezárta princetoni laboratóriumait, Stanley pedig a Berkeley-i Kaliforniai Egyetem biokémiaprofesszora és a számára alapított víruslaboratórium vezetője lett. Laboratóriumának fiatal munkatársai jelentős eredményeket értek el a virológiában, így 1953-ban le is mondott a biokémiai tanszék vezetéséről, hogy a laborra koncentrálhasson. 1958-ra elérte, hogy az egyetem megalapítsa a virológiai tanszéket, amelynek ő lett első vezetője. Stanley adminisztratív teendői mellett részt vett egy munkában, amely 1960-ra elsőként határozta meg egy fehérjealegység teljes aminosavsorrendjét.
Az 50-es évek végén, a McCarthy-érában előírták, hogy a kutatók írásban biztosítsák az egyetemeket hűségükről. Stanley volt a Berkeley-n az ezt ellenőrző bizottság elnöke és bár maga aláírta a nyilatkozatot, határozottan fellépett az ellen, hogy a kutatók állását veszélyeztesse az aláírás megtagadása. Támogatta a nyilatkozattétel bíróság elé vitelét és végül a procedúrát alkotmányellenesnek is nyilvánították. Fontosnak tartotta a tudomány népszerűsítését és segített létrehozni egy vírusokról szóló tévésorozatot. Erőfeszítéseiért a Tudománynépszerűsítők Országos Társasága (National Association of Science Writers) tiszteletbeli tagjává választotta.

## Díjai
Wendell M. Stanley 1946-ban – az enzimek kristályosíthatóságát felfedező James B. Sumnerrel és John Northroppal megosztva – kémiai Nobel-díjban részesült. Ezenkívül 1938-ban megkapta a Chicagói Egyetem Rosenburger-érmét és a Harvard Egyetem Alder-díját, 1946-ban az Amerikai Kémiai Társaság Nichols-, 1947-ben pedig Gibbs-érmét, 1948-ban a Franklin-érmet és az Elnöki Elismerő Oklevelet (influenzavakcinájáért), 1958-ban a Modern Orvostudomány-díjat, 1966-ban pedig a japán Felkelő Nap érdemrendet. Számos egyetem választotta díszdoktorává. A Berkeley Egyetemen Wendell M. Stanley Hall-nak nevezik az általa alapított laboratóriumot. 

## Családja
Stanley 1929-ben vette feleségül munkatársnőjét, Marian Jay Staplest. Egy fiuk (Wendell M. Stanley, Jr.) és három lányuk ( Marjorie Jean, Dorothy Claire és Janet Elizabeth Stanley) született.
Wendell M. Stanley 1971. június 15-én halt meg szívroham következtében, mialatt a spanyolországi Salamancában tartózkodott egy konferencián.